# صلصة تاباتيو الحارة
تاباتيو هي شطة أمريكية، تُنتج في فيرنون (كاليفورنيا). تحظى بشعبية كبيرة في الولايات المتحدة، وفي الغالب بين الأمريكيين المكسيكيين.

## تفاصيل المنتج
المكونات المذكورة على ملصق المنتج هي الماء، الفليفلة، كلوريد الصوديوم، البهارات، الثوم، حمض الخليك، صمغ الزانثان، بنزوات الصوديوم المستخدم كمادة حافظة. أما مستوى حرارة الصلصة على مقياس سكوفيل هو أحرّ من صلصة سريراتشا بـ3000 درجة.

## التاريخ
أسس خوسيه-لويس سافيدرا الابن شركة صلصة تاباتيو الحارة عام 1971، وذلك في مستودعٍ مساحته 750-قدم-مربع (70 م2) في مايووود في كاليفورنيا. عام 1985، نقلت الشركة عملها إلى مصنع مساحته 8,500-قدم-مربع (790 م2) في فيرنون (كاليفورنيا)، على بعد 5 ميل (8.0 كـم) من وسط مدينة لوس أنجلوس. على الرغم من أن المصنع الجديد أكبر من سابقه، إلا أنه يحوي رصيف تحميل واحد ووحدة تخزين محدودة، ما خلق سلسلة من المشكلات للشركة. ثم بنت الشركة منشأة جديدة بمساحة 30,000-قدم-مربع (2,800 م2) لا تزال تشغلها حتى الآن.

## منتجات أخرى
عام 2011، أطلق فريتو لاي خطاً من دوريتوس، ورقائق رافليس ‏ بنكهة التاباتيو، وفريتوس في الولايات المتحدة.
أطلق منتج رامن تاباتيو للأسواق عام 2018.
عام 2021، للاحتفال بالذكرى الخميسن للعلامة التجارية، تعاونت الشركة مع غابريال اغليسياس لإطلاق منتج خاص من الصلصة الحارة هو تاباتيو إكس فلافي.